# Beatrice Wood
Beatrice Wood (Sant Francisco, 3 de març de 1893 - Ojai, 12 de març de 1998) va ser una pintora i ceramista nord-americana. Filla d'un matrimoni de classe alta, va poder convèncer els seus pares per iniciar una carrera artística i, sabent parlar francès, es va dirigir a París, on va estudiar en la Comédie-Française i en la Académie Julian. L'inici de la Primera Guerra Mundial la va obligar a retornar als Estats Units, però va poder desenvolupar-se amb una companyia de repertori francès a Nova York, realitzant més de seixanta funcions en dos anys. Al costat de Henri-Pierre Roché va fundar la revista The Blind Man en 1917, que es va convertir en una de les primeres publicacions manifestants del moviment dadaista. A més de participar en reunions periòdiques al costat de Man Ray, Francis Picabia i Walter i Louis Arensberg, va ser anomenada «Mama Dada». En 1947, després de rebre classes de ceràmica en el Hollywood High School, es va instal·lar en un habitatge d'Ojai, on va desenvolupar la resta de la seua carrera, i es va convertir en membre de la Theosophical Society Adyar. Va fer classes en el Happy Valley School, en 1985 va publicar la seua autobiografia i en 1994, l'Institut Smithsoniano la va declarar una «benvolguda artista nord-americana». Les seues obres més rellevants són Good Morning America, Madame Lola's Pleasure Palace i Chez Fifi. En 1997 va ser la inspiració per al personatge de Rose DeWitt Bukater en la seua vellesa de la pel·lícula Titanic, de James Cameron. Va morir nou dies després del seu 105º aniversari, en 1998. En l'actualitat, la seua residència és el Centre de les Arts Beatrice Wood.